# Jarkko Hartikainen
Jarkko Hartikainen (* 12. Juli 1981 in Espoo) ist ein finnischer Komponist.
Hartikainen studierte Komposition an der Sibelius-Akademie in Helsinki unter Paavo Heininen und bei Gerhard Müller-Hornbach und Beat Furrer an der Hochschule für Musik und Darstellende Kunst Frankfurt am Main.
Zu den Interpreten bzw. Auftraggebern seiner Werke zählen Finnish Radio Symphony Orchestra, Orchestre National de Lille, Tapiola Sinfonietta, Latvian Radio Chamber Choir, Sibelius Academy Vocal Ensemble, der Organist Jan Lehtola, die Dirigenten Jonas Alber und Magnus Lindberg sowie die Rohm Music Foundation (Japan).
Hartikainen wurde bei den Estnischen Musiktagen 2011, die jeweils einen Komponisten aus den Nachbarländern einluden, als Vertreter Finnlands ausgewählt.

## Kompositionen
- Hommage (2005–2006) für Orchester (Geteilter 1. Preis SävellYS 2006 Kompositionswettbewerb des Helsinki University Symphony Orchestra; UA 2007 Helsinki, Finnish Radio Symphony Orchestra, Ltg. Nils Schweckendiek)
- Trio parkour (2006) für zwei Gitarren und Härfe
- alone (2007, Otto Tolonen gewidmet) für Gitarre
- Astragal (2007–2008) für Orchester
- Ж (2008, Text von Henriikka Tavi) für gemischten Chor